# Kerim Lechner
Kerim „Krimh” Lechner (ur. 26 stycznia 1989) – austriacki muzyk, kompozytor i multiinstrumentalista. 
Kerim Lechner znany jest przede wszystkim z występów w polskim zespole deathmetalowym Decapitated, do składu dołączył w 2009 roku zastępując zmarłego dwa lata wcześniej Witolda Kiełtykę. Wraz z zespołem nagrał wydany w 2011 roku album zatytułowany Carnival is Forever. W 2012 roku opuścił skład zespołu. Przed dołączeniem do Decapitated współpracował z zespołami Mondstille i Thorns of Ivy. Pewną rozpoznawalność zyskał wcześniej za sprawą filmów instruktażowych dla perkusistów publikowanych na łamach serwisu YouTube. 
W 2013 roku za pomocą platformy Indiegogo muzyk zebrał niemal 7 tys. euro z przeznaczeniem na nagrania debiutanckiego albumu solowego. Płyta zatytułowana Explore ukazała się jesienią 2013 roku. W międzyczasie jako muzyk sesyjny dołączył do zespołu Behemoth w którym zastąpił Zbigniewa "Inferno" Promińskiego przechodzącego rekonwalescencję po operacji usunięcia wyrostka robaczkowego. Rok później zastępował Dariusza "Daraya" Brzozowskiego podczas koncertów z zespołem Vesania. W grudniu 2014 roku dołączył do greckiego zespołu deathmetalowego Septicflesh.
W grudniu 2014 roku ukazał się drugi album solowy muzyka zatytułowany Krimhera. Lechner ponownie sfinansował nagrania przy pomocy funduszy zebranych na platformie Indiegogo w kwocie ponad 8 tys. euro. Materiał był promowany teledyskiem do utworu "Czarna śmierć", w którym zaśpiewał znany z występów w zespole Blindead - Patryk Zwoliński. Obraz wyreżyserował Roman Przylipiak, mający w dorobku współpracę m.in. z takimi wykonawcami jak: Black River i Marcin Świetlicki. 

## Wybrana dyskografia
Albumy solowe
- Explore (2013)
- Krimhera (2014)
- Gedankenkarussell (2017)

Teledyski
- "Czarna śmierć" (gościnnie: Patryk Zwoliński, 2014, reżyseria: Roman Przylipiak)

## Instrumentarium
| Talerze perkusyjne Meinl - 20" Mb8 Heavy Ride - 20" Soundcaster Custom China - 10" Mb20 Rock Splash - 20" Soundcaster Custom China - 14" Soundcaster Custom Medium Hihat - 16" Soundcaster Custom Powerful Crash - 18" Soundcaster Custom Powerful Crash |  | Pałeczki - Regal Tip 5BX / .590" x 16.25" Osprzęt - Monolit Czarcie Kopyto |